# Volker Blumentritt

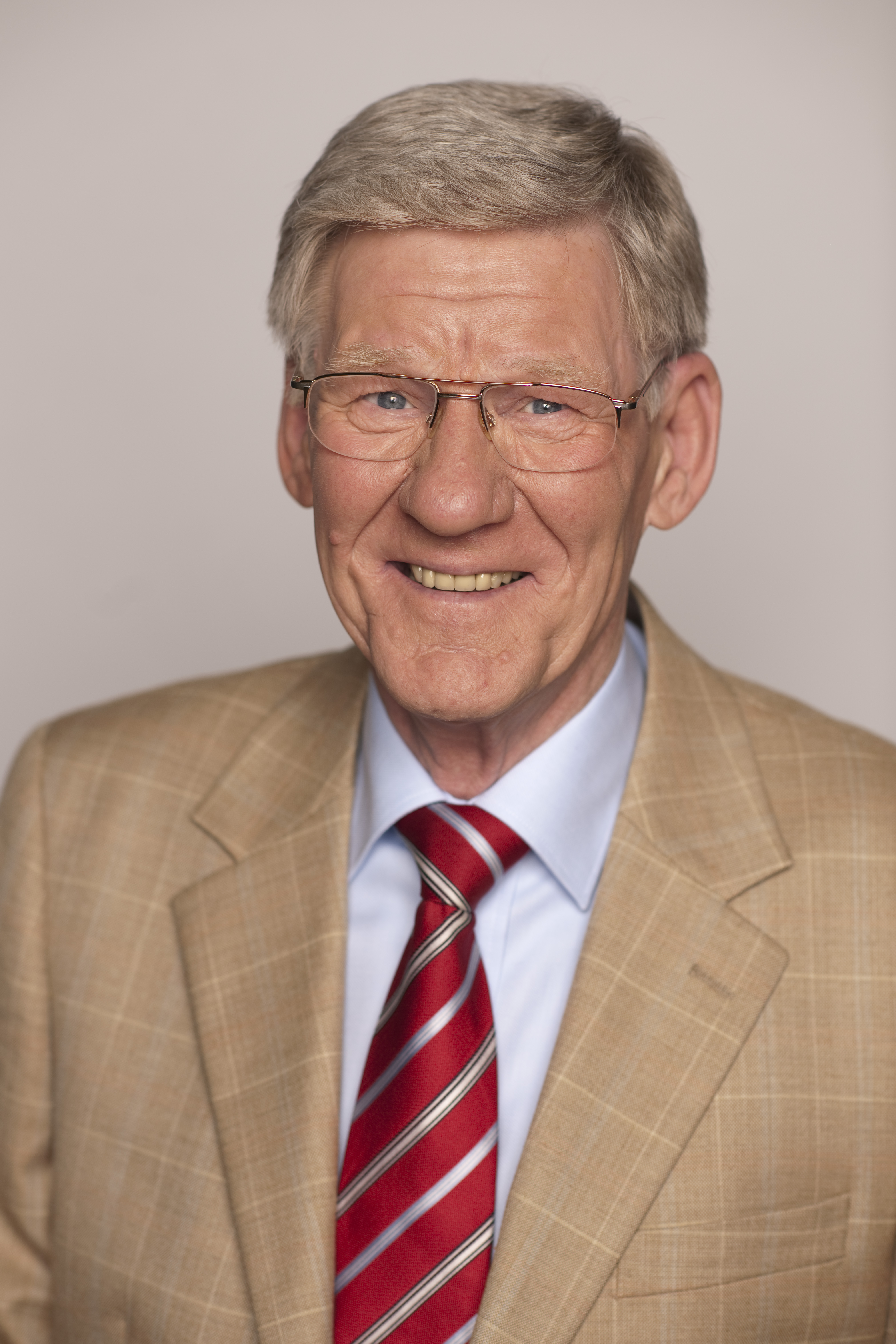
Volker Blumentritt (2013)

Volker Harald Blumentritt (* 16. Juni 1946 in Jena) ist ein deutscher Politiker (SPD) und ehemaliger Abgeordneter des Deutschen Bundestages.

## Leben und Beruf
Nach dem Besuch der Polytechnischen Oberschule absolvierte Blumentritt von 1963 bis 1966 eine Lehre zum Koch und leistete anschließend bis zum Jahr 1969 seinen Wehrdienst ab. Danach war er in seinem erlernten Beruf, ab 1974 bei der „Mitropa“, tätig. In den Jahren 1990 bis 2003 war er Vorsitzender des Betriebsrates der Mitropa AG am Standort Gera und Mitglied im Gesamtbetriebsrat.
Volker Blumentritt ist verheiratet, lebt getrennt und hat zwei Kinder.

## Partei
Blumentritt ist im Jahr 1997 in die SPD eingetreten. In den Jahren 2002 bis 2006 war er Mitglied des SPD-Landesparteirats in Thüringen.

## Abgeordneter
Seit 1999 gehört Blumentritt dem Stadtrat von Jena an, er ist seit 1998 Ortsbürgermeister bzw. Ortsteilbürgermeister des Jenaer Stadtteils Neulobeda.
In den Jahren 2005 bis 2009 war er Mitglied des Deutschen Bundestages. Blumentritt war direkt gewählter Abgeordneter des Bundestagswahlkreises Gera – Jena – Saale-Holzland-Kreis, schaffte jedoch bei der Bundestagswahl 2009 keinen Wiedereinzug ins Parlament. Er gehörte zuletzt dem Bundestagsausschuss für Ernährung, Landwirtschaft und Verbraucherschutz an. Im Dezember 2012 gab die SPD Blumentritts erneute Nominierung als Kandidat des Wahlkreises Gera – Jena – Saale-Holzland-Kreis zur Bundestagswahl 2013 bekannt, er scheiterte jedoch erneut.